# Halococcus
A Halococcus a Halobacteriaceae családba tartozó archea nem. Az archeák – ősbaktériumok – egysejtű, sejtmag nélküli prokarióta szervezetek.

## Leírása
A Halococcus nembe tartozó élőlények extrém halofil (sókedvelő) szervezetek, mivel magas só szintre van szükségük, néha akár 32% NaCl szükséges az optimális növekedésükhöz. A halofilek főleg szárazföldi magas sótartalmú vizekben találhatóak meg, ahol pigmentjeik (egy rodopszinproteinnek hívott fehérjétől) az üledéket világos színűre színezik. A rodopszinprotein és más fehérjék védik az extrém sótartalmú környezetüktől. Mivel képesek működni magas sótartalmú körülmények között, ezért más hasonló halofil szervezethez hasonlóan hasznosítják az élelmiszeriparban és a bőrápolószerek előállításában is. A potenciális hosszú élettartama miatt egy jó jelölt lehet a világűrben talált élet taxonómiai hasonlóságainak felderítéséhez.

## Sejtszerkezet és anyagcsere
Képesek túlélni magas sótartalmú élőhelyen mivel megakadályozzák a citoplazmájuk kiszáradását. Ehhez egy oldott anyagot használnak. Speciális klórpumpáik lehetővé teszik a klorid megtartását fenntartva az ozmotikus egyensúlyukat az élőhelyük sótartalmával. A sejtjeik gömb alakúak, 0,6-1,5 mikrométer hosszúak és szulfatált poliszacharid falúak. Organotróf használ aminosavakat, szerves savakat, vagy szénhidrátokat az energia előállításához. Bizonyos esetekben képesek fotoszintetizálni is.

## Ökológia
A nem tagjai magas sótartalmú környezetben élnek, főleg szárazföldi sós vizekben, de előfordulhatnak nagyon sózott talajban vagy ételekben is. Néhány faj pigmentált fehérjéi vörösesre színezik a  Holt-tenger és a Nagy-sóstó néhány területét, főleg a növekedési időszak végén. Magas sótartalmú körülmények között nő a legjobban.

### Tudományos folyóiratok
- Oren A, Ventosa A (2000). „International Committee on Systematic Bacteriology Subcommittee on the taxonomy of Halobacteriaceae. Minutes of the meetings, 16 August 1999, Sydney, Australia”. Int. J. Syst. Evol. Microbiol. 50, 1405–1407. o. PMID 10843089.
- Schoop, G (1935). „Halococcus litoralis, ein obligat halophiler Farbstofflbildner”. Deutsche Tierärztliche Wochenschrift 43, 817–820. o.

### Tudományos könyvek
- Gibbons, NE.szerk.: RE Buchanan and NE Gibbons, eds.: Family V. Halobacteriaceae fam. nov., Bergey's Manual of Determinative Bacteriology, 8th, Baltimore: The Williams & Wilkins Co. (1974. március 20.). ISBN 0-683-01117-0

### Tudományos adatbázisok
- Halococcus PubMed hivatkozásai
- Halococcus PubMed Central hivatkozásai
- Halococcus Google Scholar hivatkozásai